# Хагивара, Наоки
Наоки Хагивара (яп. 萩原直輝; род. 28 октября 1996 года, Инаги, Япония) — японский голболист. Чемпион летних Паралимпийских игр 2024 года в Париже.

## Биография
Начал заниматься спортом в 2016 году.
В 2024 году сборная Японии приняла участие на летних Паралимпийских играх 2024 в Париже в следующем составе: Кадзуя Канэко, Кодзи Миядзики, Юто Сано, Юдзи Тагути, Харуки Тории, Наоки Хагивара. На предварительном этапе команда заняла третье место в группе, проиграв Китаю (6:7) и Украине (8:9) и победив Египет (11:1). В четвертьфинале победили США (6:4), в полуфинале — Китай (13:5). В финале вновь встретились с командой Украины, на этот раз победив её со счётом 4:3, и завоевали золотые медали Паралимпиады. Эти медали стали первыми в мужском голболе в истории участия Японии на Паралимпийских играх.